# Nastyas hjerte
|  | Denne artikel er oprettet af botten PalnaBot ud fra en ekstern database. Den kan derfor have sproglige fejl eller mangler. Denne skabelon kan fjernes efter kontrol af indholdet. |

Nastyas hjerte er en film instrueret af Lise Birk Pedersen.

## Handling
»Nastyas hjerte« er en film om børn og unges overlevelse under ekstreme forhold. Det er en film om, hvor lidt der skal til for at udsatte børn kan få en normal tilværelse. Mellem grå beton boligblokke og nøgne træer ligger Shelter Fedor - et transithjem og midlertidigt opholdsted for børn, som er flygtet fra deres hjem. Nastya (15), er her fordi hun er løbet hjemmefra - fra en mor, der er ligeglad med hende og en stedfar, der hader hende. Roma (17) er stukket af fra en psykiatrisk afdeling hvor han var indlagt, fordi han havde sniffet gulvlak. På Shelter Fedor oplever de unge tryghed og faste rammer, og i de få dage Roma er der blomstrer kærligheden mellem ham og Nastya.